# La boda del señor cura
La boda del señor cura es una película española de 1979 dirigida por Rafael Gil y protagonizada por José Sancho, José Bódalo y Manuel Tejada.
Está basada en una historia de Fernando Vizcaíno Casas.

## Sinopsis
Un cura católico de lo más tradicional se ve metido en líos al no poder adaptarse a los grandes cambios de la sociedad tras la transición española.

## Reparto
- José Sancho es Juan Camí.
- José Bódalo es Padre Antonio Bissus.
- Manuel Tejada es Ricardo.
- Blanca Estrada es Luisa González.
- Manolo Codeso es Paco Ventura 'Chapete'.
- Gemma Cuervo es Sra. De Cuéllar.
- Fernando Sancho es Blas.
- Isabel Luque es Lidia
- Ricardo Merino es Ernesto.
- Sergio Mendizábal
- Carmen Platero
- Juan Santamaría
- Rafael Hernández es Pedro.
- Helga Liné es Mujer del soyarqués'.
- Alejandro de Enciso
- Mary Begoña es Marta.
- Emilio Rodríguez es Padre de Marta
- Francisco Piquer
- Mabel Escaño
- Manuel Alexandre es el Alcalde de Reajo del Pino.
- Yolanda Farr
- Manuel Torremocha
- Mayte Pardo
- Luis Induni
- Alfonso del Real es Padre del Bosque.
- Juan Luis Galiardo es José Lloret.
- Ángel Ter es Sr. Vidal.
- Jacinto San Emeterio